# Blaise-sous-Arzillières
Blaise-sous-Arzillières  là một xã thuộc tỉnh Marne trong vùng Grand Est đông nam nước Pháp. Xã nằm ở khu vực có độ cao trung bình 105 mét trên mực nước biển.